# سن-ماتیو
سن-ماتیو (به فرانسوی: Saint-Mathieu) یک کمون در فرانسه است که در Canton of Saint-Mathieu واقع شده‌است.

## خصوصیات
سن-ماتیو ۴۰٫۳۹ کیلومترمربع مساحت و ۱٬۲۰۷ نفر جمعیت دارد.